# 安德斯·霍尔默茨
安德斯·霍尔默茨（瑞典語：Anders Holmertz，1968年12月1日—），瑞典男子游泳运动员。他曾代表瑞典参加1984年、1988年、1992年和1996年夏季奥林匹克运动会游泳比赛，共获得四枚银牌和一枚铜牌。